# Échez
L'Échez è un fiume francese che scorre nel dipartimento degli Alti Pirenei.
È un affluente diretto dell'Adour, alla sua riva sinistra.

## Geografia
L'Échez nasce au piedi del picco della Clique (a est di Lourdes), poi scorre verso nord, fiancheggiando a ovest la città di Tarbes e la valle dell'Adour, nel quale confluisce a Maubourguet. La sua lunghezza è di 64,1 km.

### Comuni attraversati
- Alti Pirenei: Arrodets-ez-Angles, Cheust, Sère-Lanso, Les Angles, Arcizac-ez-Angles, Escoubès-Pouts, Orincles, Barry, Bénac, Louey, Juillan, Tarbes, Bordères-sur-l'Échez, Oursbelille, Bazet, Andrest, Vic-en-Bigorre, Nouilhan, Maubourguet.

## Principali affluenti
- la Geune, a Juillan, proveniente da Adé;
- la Géline a Orincles proveniente da Arrayou-Lahitte;
- l'Aube, proveniente da Loucrup;
- la Gespe, a Tarbes, proveniente da Odos;
- il Souy, a Oursbelille, proveniente da Ossun;
- il Lis, a Larreule, proveniente da Ger.

## Immagini dell'Échez

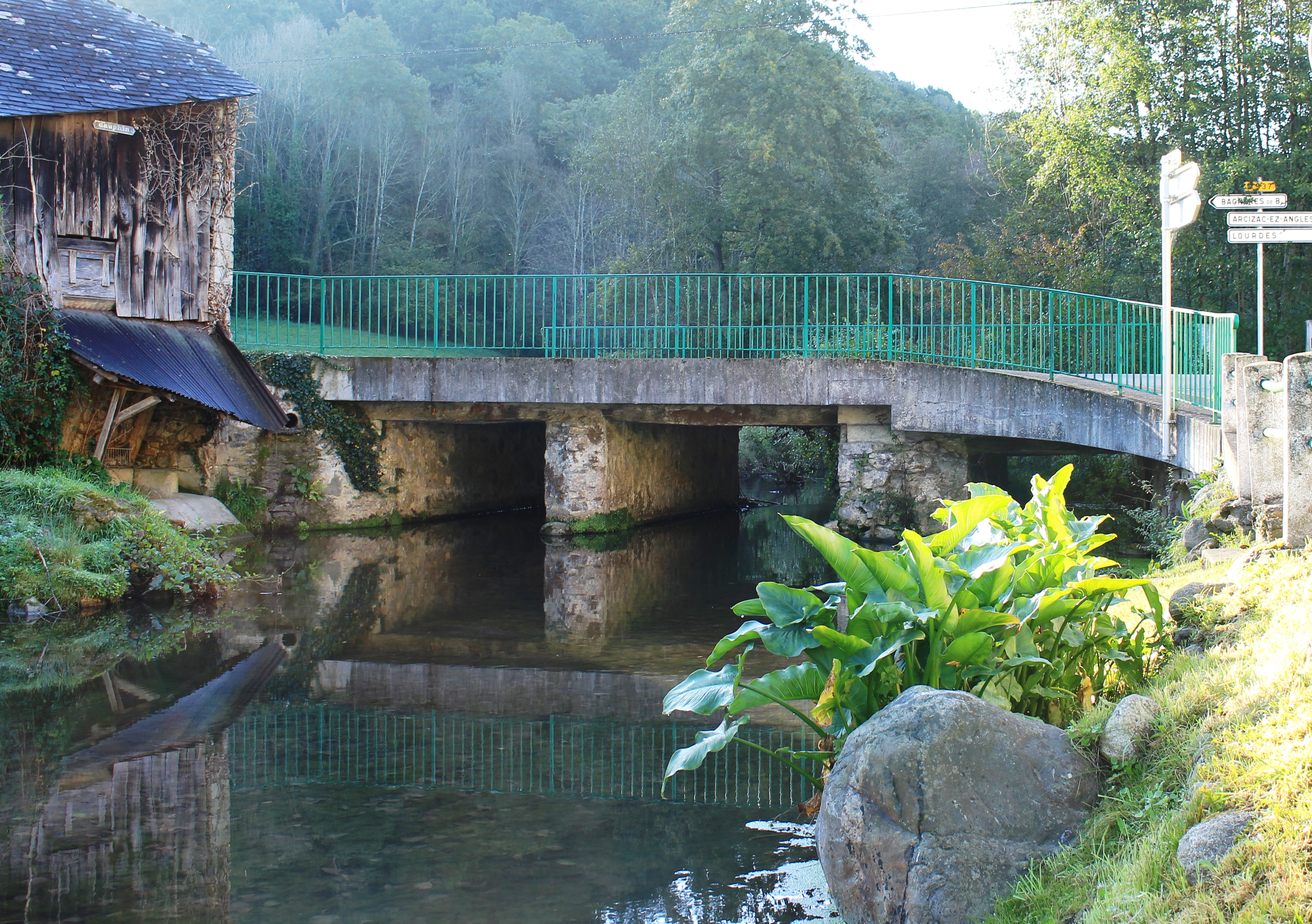
L'Échez a Escoubès-Pouts.
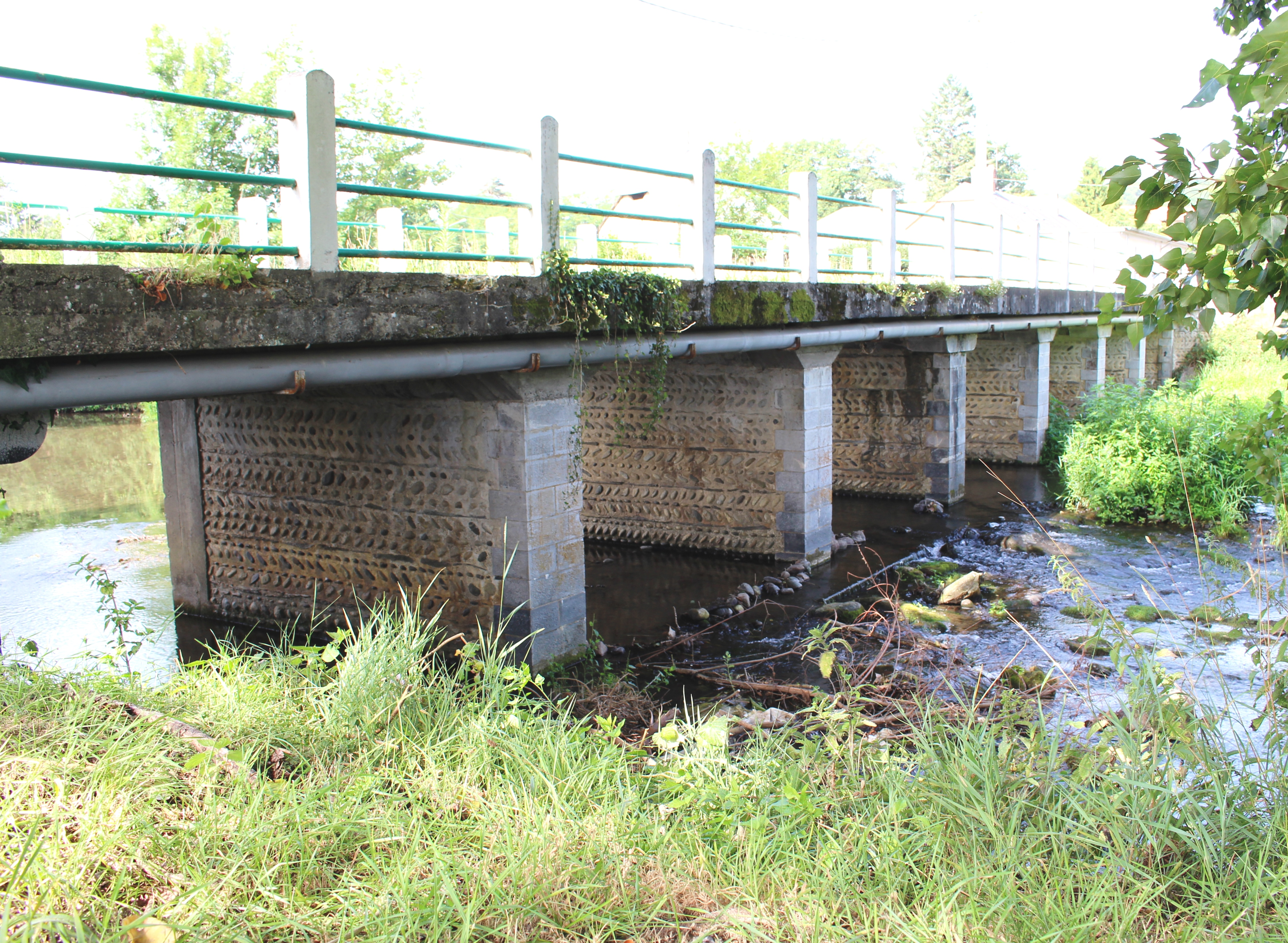
L'Échez a Gayan.
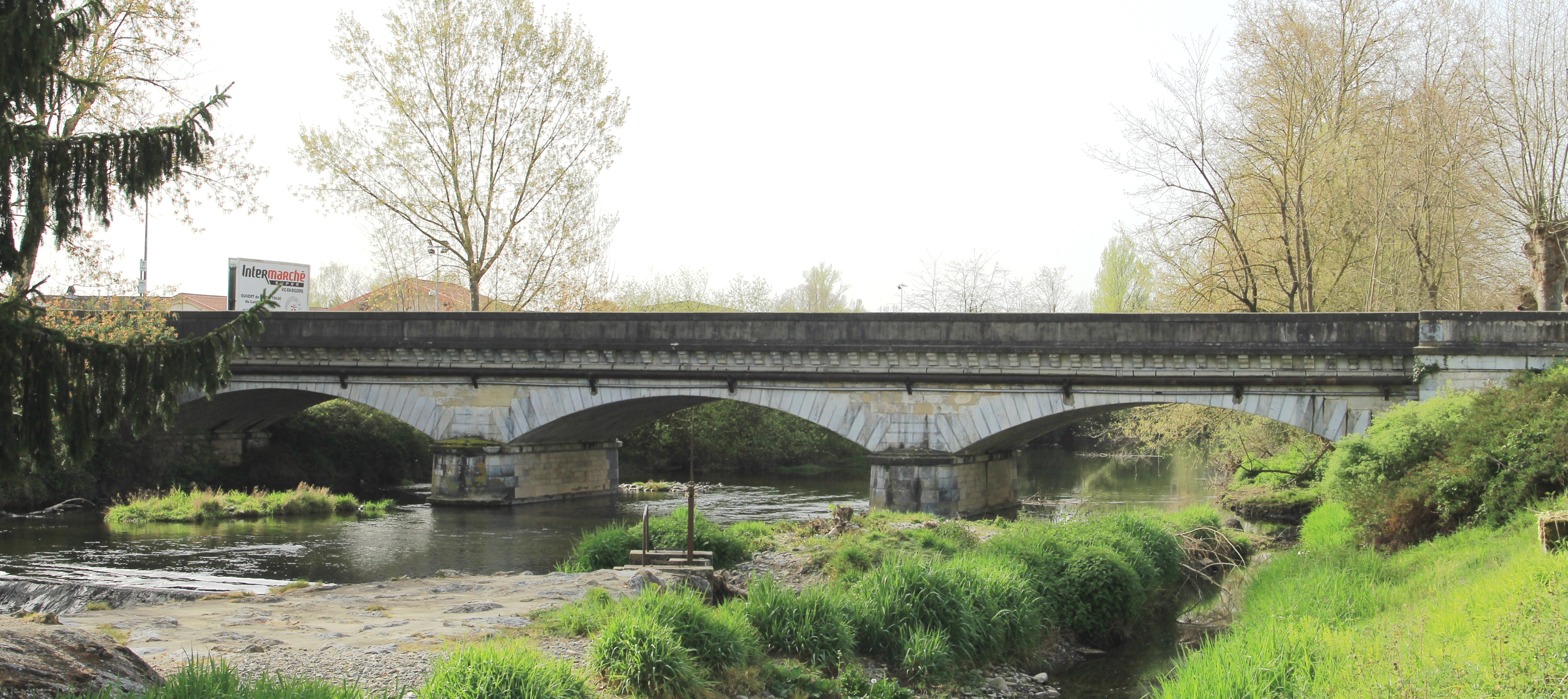
L'Échez a Vic-en-Bigorre.
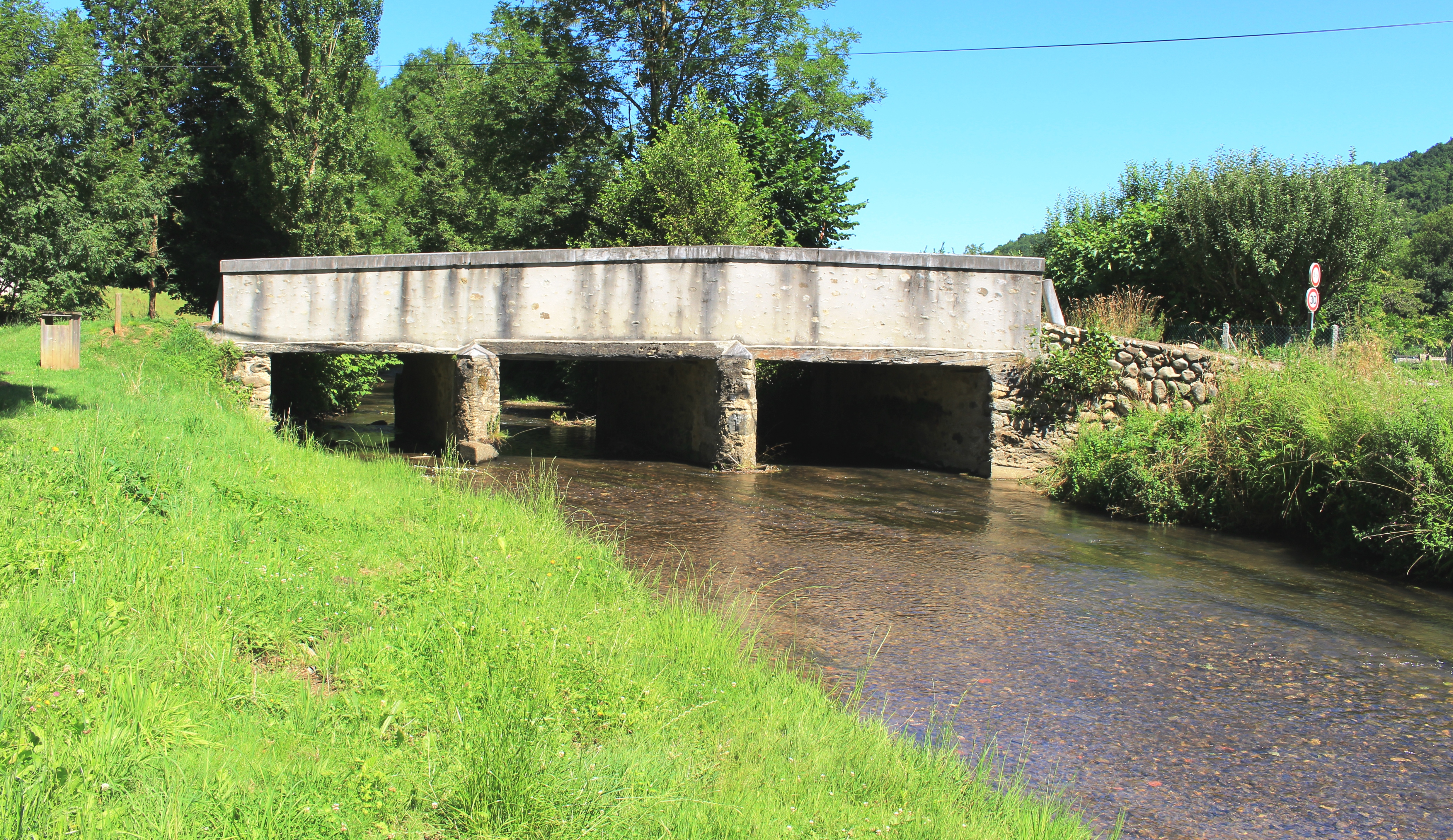
L'Échez a Orincles.
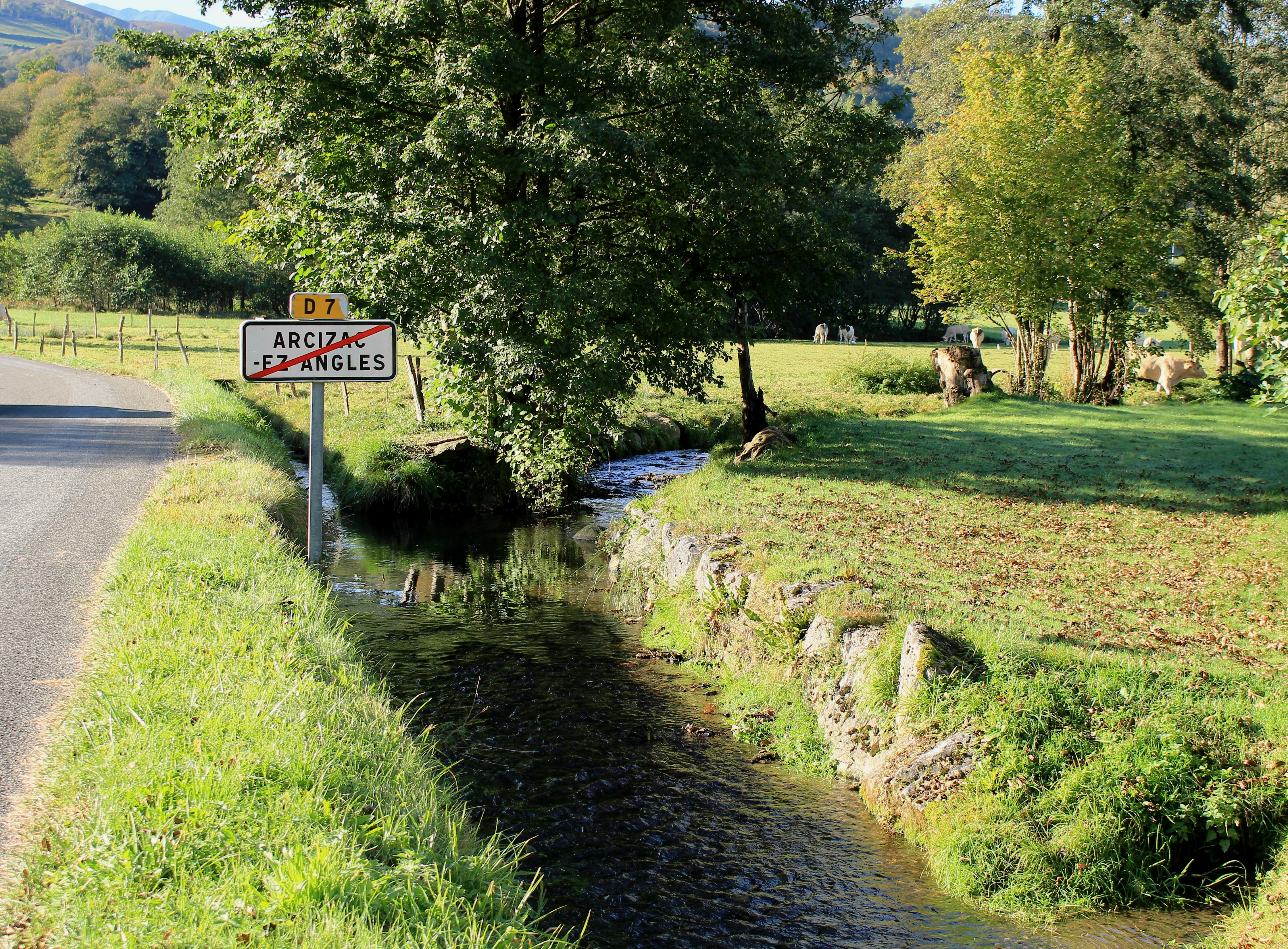
L'Échez ad Arcizac-ez-Angles.
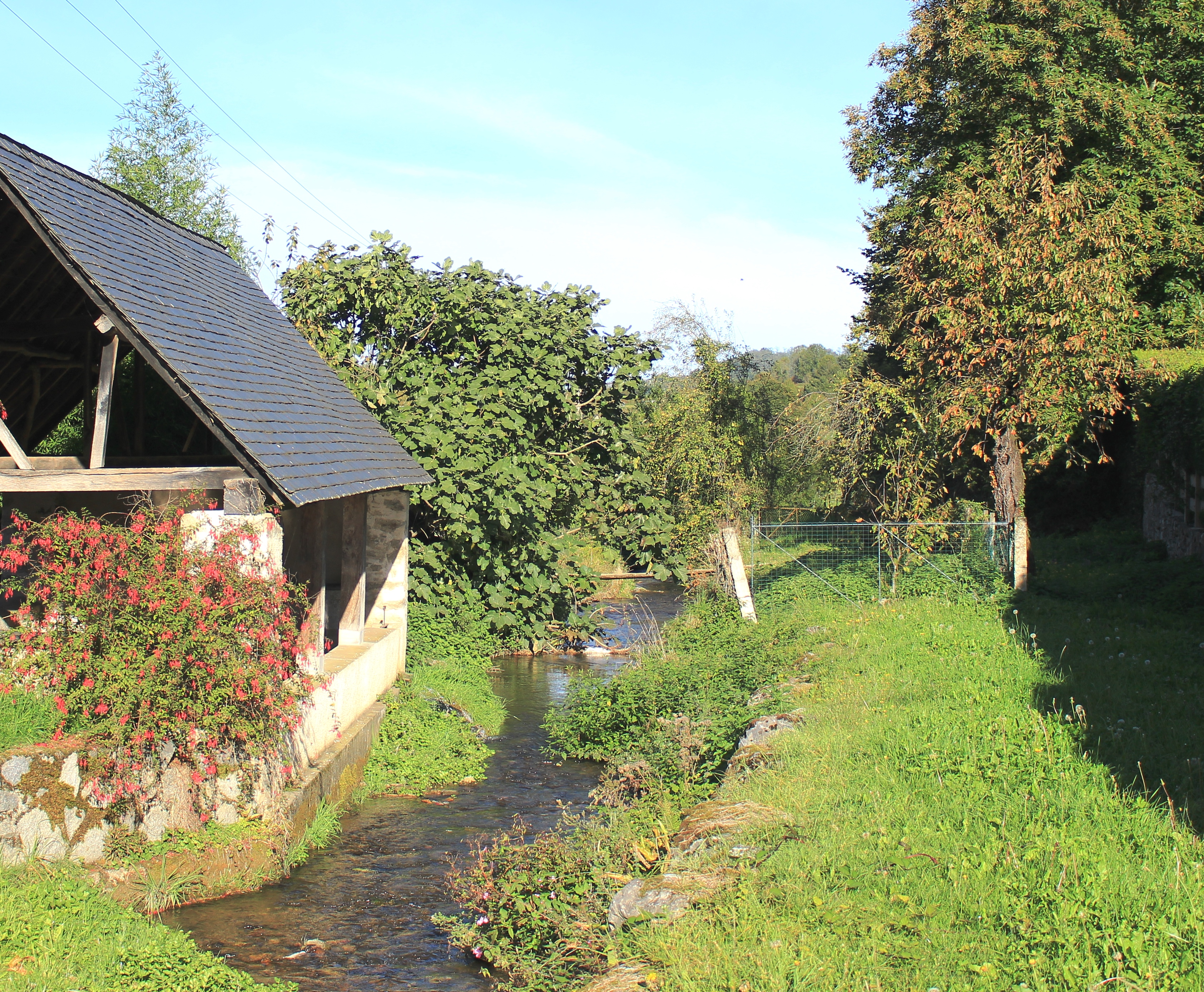
L'Échez a Les Angles.